# Georgiens ishockeyforbund
Georgiens ishockeyforbund er det styrende organ for ishockey i Georgien. De blev medlem af IIHF den 8. maj 2009.